# 勝野裕士
勝野 裕士（かつの ひろし、1982年9月30日 - ）は、日本の元男子バレーボール選手。

## 来歴
長野県大町市出身。長野県大町高等学校を経て、筑波大学卒業後、Vリーグの東レアローズに入団。2007-2008年にドイツのハンブルク・カウボーイズに期間移籍した。その後東レに復帰した。
2012年5月の黒鷲旗大会をもって勇退した。

## 所属チーム
- 大町高校
- 筑波大学
- 東レアローズ（2005-2007年）
- ハンブルク・カウボーイズ（2007-2008年）
- 東レアローズ（2008-2012年）